# Dolichosomastis hannibal
Dolichosomastis hannibal är en fjärilsart som beskrevs av William Schaus 1914. Dolichosomastis hannibal ingår i släktet Dolichosomastis och familjen nattflyn. Inga underarter finns listade i Catalogue of Life.